# Francouzská biskupská konference

Římskokatolická církev ve Francii

Francouzská biskupská konference (franc. Conférence des évêques de France) je biskupská konference složená z biskupů francouzských diecézí. Biskupové francouzských zámořských teritorií jsou členy Pacifické biskupské konference.

## Členové
Členové biskupské konference dle kánonu 447 CIC: ve vzájemném spojení vykonávají pastorační úkoly ve prospěch křesťanů na svém území, k dosahování vyššího dobra, které lidem poskytuje církev podle norem práva, zvláště apoštolským působením vhodně přizpůsobeným době a místu. Biskupská konference je církevní právnickou osobou zřizovanou Apoštolským stolcem, 

## Právní vymezení
Její charakter a činnost upravuje Kodex kanonického práva, konkrétně zejména kánony 447-459.
Biskupské konference v jednotlivých evropských státech zastřešuje Rada evropských biskupských konferencí (CCEE).

## Vedení konference
- Prezident: Éric de Moulins-Beaufort, arcibiskup remešský
- Viceprezident: Pascal Delannoy, biskup ze Saint-Denis
- Generální sekretář: Antoine Hérouard, arcibiskup dijonský